# Lerchenköpfe
Die Lerchenköpfe (auch Lärchenköpfe genannt) im Oberharz sind ein zweikuppiger Höhenzug bei Torfhaus im Mittelgebirge Harz. Sie gehören zum gemeindefreien Gebiet Harz des Landkreises Goslar in Niedersachsen.
Ihre Kuppen sind Standort der beiden Sender Torfhaus/Harz: Auf der Südkuppe, die 821 m ü. NHN hoch ist, steht ein NDR-Sendeturm und auf der Nordkuppe, die etwa 801 m hoch ist, ein DFMG-Sendeturm.

## Geographische Lage
Die Lerchenköpfe liegen westlich (Südkuppe) bis nordnordwestlich (Nordkuppe) von Torfhaus, einem Ortsteil der Bergstadt Altenau. Die Südkuppe gehört zum Nationalpark Harz, die Nordkuppe liegt wie Torfhaus in einem aus dem Park ausgeklammerten Gebiet. Zwischen beiden bewaldeten Kuppen, die etwa 700 m voneinander entfernt sind, verläuft die durch Torfhaus führende Bundesstraße 4.
In Richtung Norden fällt die Landschaft des Höhenzugs in das Tal der Radau ab, nach Osten leitet sie entlang des Abbegrabens und über den Quitschenberg (881,5 m) zum Brocken (1141,1 m) in Sachsen-Anhalt über. Nach Süden fällt sie zum Oderteich ab, nach Südwesten leitet sie über das obere Kellwassertal mit dem Flörichshaier Graben und über die an der Landesstraße 504 (Steile-Wand-Straße; Torfhaus–Altenau) gelegenen Felsklippen der Steilen Wand zum Bruchberg (ca. 927 m) über. Nach Westen fällt sie über den Dehnenkopf (ca. 775 m) in das mittlere Kellerwassertal ab.

## Sender Torfhaus/Harz
Die Lerchenköpfe sind Standort der beiden Sendeanlagen mit jeweils einem Sendemast. Der Sender Harz-West wird vom Norddeutschen Rundfunk (NDR) betrieben, Torfhaus mit zusätzlichem Sendeturm von der Deutschen Funkturm GmbH (DFMG). Der NDR-Mast, der zur Verbreitung des digitalen Fernsehens DVB-T und von UKW-Hörfunk dient, ist 235 m hoch. Die DFMG-Sendeanlagen, die zur Verbreitung von UKW-Hörfunk und Richtfunk dienen, sind 130 m bzw. 57 m hoch.

## Freizeit
Auf den Lerchenköpfen liegt ein Wintersportgebiet mit Langlauf-Loipen, mit einer Skipiste am auf der Südflanke der Südkuppe befindlichen Skilift am Rinderkopf und mit einer Rodelbahn am auf der Ostflanke der Südkuppe beim Nationalpark-Besucherzentrum TorfHaus befindlichen Rodellift Brockenblick. Durch ihre Landschaft führen mehrere Wanderwege, von denen man durch Torfhaus zum in Richtung des Brocken führenden Goethewegs laufen kann, und Trails für Mountainbikes.